# PWF Heavyweight Championship
O Pacific Wrestling Federation (PWF) Heavyweight Championship (em português Campeonato dos Pesos-Pesados da Pacific Wrestling Federation [PWF]) foi um título de luta profissional disputado na All Japan Pro Wrestling (AJPW) entre 1973 e 1989. O título inicialmente representava o corpo governante da AJPW, Pacific Wrestling Federation e, após ser vencido por Jumbo Tsuruta em 18 de abril de 1989, foi unificado ao NWA United National Championship e ao NWA International Heavyweight Championship para formar o Triple Crown Heavyweight Championship, que se tornaria o principal título da companhia.

## História

### Reinados
| #  | Lutador              | Reinado | Data                    | Dias com o título | Local           | Evento                           | Notas | Ref.        |
| -- | -------------------- | ------- | ----------------------- | ----------------- | --------------- | -------------------------------- | --- | ----------- |
| 1  | Giant Baba           | 1       | 27 de fevereiro de 1973 | 1920              | Tóquio, JPN     | Champion Carnival                | Completou uma série de dez lutas com oito vitórias (contra Terry Funk, Abdullah the Butcher, The Destroyer, Wilbur Snyder [duas vezes], Don Leo Jonathan, Pat O'Connor e Bobo Brazil) e dois empates (contra Bruno Sammartino) para ser declarado campeão. | [ 1 ] [ 2 ] |
| 2  | Tor Kamata           | 1       | 1 de junho de 1978      | 11                | Akita, JPN      | Super Power Series (1978)        | | [ 1 ] [ 2 ] |
| 3  | Billy Robinson       | 1       | 12 de junho de 1978     | 128               | Ichinomiya, JPN | Super Power Series (1978)        | | [ 1 ] [ 2 ] |
| 4  | Abdullah the Butcher | 1       | 18 de outubro de 1978   | 115               | Utsunomiya, JPN | Giant Series (1978)              | Foi uma luta de duas quedas. Abdullah venceu por 2 a 1. | [ 1 ] [ 2 ] |
| 5  | Giant Baba           | 2       | 10 de fevereiro de 1979 | 1354              | Chicago, IL     | Evento ao vivo da AWA            | Foi uma luta de duas quedas. Baba venceu por 2 a 1. | [ 1 ] [ 2 ] |
| 6  | Harley Race          | 1       | 26 de outubro de 1982   | 108               | Obihiro, JPN    | Giant Series (1982)              | | [ 1 ] [ 2 ] |
| 7  | Giant Baba           | 3       | 11 de fevereiro de 1983 | 209               | St. Louis, MO   | NWA St. Louis                    | | [ 1 ] [ 2 ] |
| 8  | Stan Hansen          | 1       | 8 de setembro de 1983   | 327               | Chiba, JPN      | Giant Series (1983)              | | [ 1 ] [ 2 ] |
| 9  | Giant Baba           | 4       | 31 de julho de 1984     | 364               | Tóquio, JPN     | AJPW Grand Champion Carnival III | | [ 1 ] [ 2 ] |
| 10 | Stan Hansen          | 2       | 30 de julho de 1985     | 249               | Fukuoka, JPN    |                                  | | [ 1 ] [ 2 ] |
| 11 | Riki Choshu          | 1       | 5 de abril de 1986      | —                 | Yokohama, JPN   | Champion Carnival (1986)         | | [ 1 ] [ 2 ] |
| —  | Vago                 | —       | Março de 1987           | —                 | —               | —                                | Título vago após Choshu deixar a AJPW. | [ 1 ] [ 2 ] |
| 12 | Stan Hansen          | 3       | 24 de abril de 1987     | 320               | Yokohama, JPN   |                                  | Derrotou Hiroshi Wajima pelo título vago. | [ 1 ] [ 2 ] |
| 13 | Genichiro Tenryu     | 1       | 9 de março de 1988      | 140               | Yokohama, JPN   |                                  | | [ 1 ] [ 2 ] |
| 14 | Stan Hansen          | 4       | 27 de julho de 1988     | 265               | Nagano, JPN     |                                  | Também ganhou o NWA United National Championship de Tenryu. | [ 1 ] [ 2 ] |
| 15 | Jumbo Tsuruta        | 1       | 18 de abril de 1989     | 0                 | Tóquio, JPN     | Champion Carnival (1989)         | A luta também foi pelo NWA United National Championship de Hansen. | [ 1 ] [ 2 ] |
| —  | Aposentado           | —       | 18 de abril de 1989     | —                 | Tóquio, JPN     | Evento ao vivo                   | Título unificado ao NWA United National Championship e ao NWA International Heavyweight Championship para formar o Triple Crown Heavyweight Championship.                                                                                                  | [ 1 ] [ 2 ] |

### Lista de reinados combinados

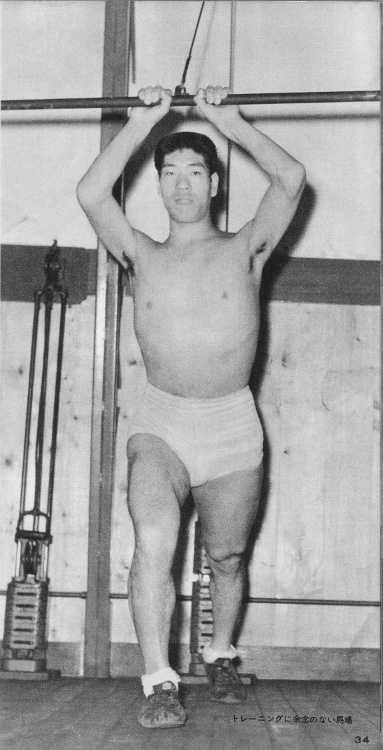
Giant Baba, recordista de dias com o título (3.847) e reinados (quatro, empatado com Stan Hansen).

| Símbolo | Significado                                                                       |
| ------- | --------------------------------------------------------------------------------- |
|         | A duração exata de um dos títulos não é certa. A combinação pode estar incorreta. |

| Nº | Campeão              | Nº de reinados | Dias combinados |
| -- | -------------------- | -------------- | --------------- |
| 1  | Giant Baba           | 4              | 3.847           |
| 2  | Stan Hansen          | 4              | 1.161           |
| 3  | Riki Choshu          | 1              | 330-360         |
| 4  | Genichiro Tenryu     | 1              | 140             |
| 5  | Billy Robinson       | 1              | 128             |
| 6  | Abdullah the Butcher | 1              | 115             |
| 7  | Harley Race          | 1              | 108             |
| 8  | Tor Kamata           | 1              | 11              |
| 9  | Jumbo Tsuruta        | 1              | <1              |